# Bleiken (przystanek kolejowy)
Bleiken – kolejowy przystanek osobowy w Bleiken, w regionie Oppland w Norwegii, jest oddalony od Oslo Sentralstasjon o 81,23 km. Jest położony na wysokości 355,2 m n.p.m.

## Ruch pasażerski
Leży na linii Gjøvikbanen. Jest elementem  kolei aglomeracyjnej w Oslo - w systemie SKM ma numer  300.  Obsługuje Oslo Sentralstasjon, Gjøvik. Pociągi w obie strony odjeżdżają co dwie godziny. 

## Obsługa pasażerów
Wiata, parking na 10 miejsc. Odprawa podróżnych odbywa się w pociągu.